# Heinrich von Hennig
Pour les articles homonymes, voir Hennig.
Friedrich Heinrich Carl Ernst von Hennig, né le 18 décembre 1818 à Marienwerder et mort le 7 janvier 1869 à Dembowalonka, est un propriétaire terrien et homme politique prussien.

## Biographie
Fils d'un père magistrat et propriétaire terrien, Hennig est né le 18 décembre 1818 à Marienwerder dans la province de Prusse-Occidentale. Après des études de droit et de philosophie à Bonn, où il est membre du Corps Borussia, puis à Berlin et Breslau de 1838 à 1842, il travaille en tant qu'auditeur (Auskultator) dans l'administration judiciaire à Plonchott (en), près de Briesen, dans le district de Marienwerder, et comme administrateur du domaine seigneurial de Dembowalonka, dans la même région, de 1842 à 1845, année où il en devient propriétaire.
En 1848, il est élu député au Parlement de Francfort dans la 27e circonscription de la province de Prusse, représentant les arrondissements de Strasbourg-en-Prusse-Occidentale (de) et Löbau (de). Il prend ses fonctions le 31 mai et rejoint la fraction Casino (centre-droit), puis la fraction Landsberg (centre). Il quitte l'assemblée le 30 mai 1849. 
Par la suite, Hennig est également membre de la Chambre des représentants de Prusse, où il siège avec le Parti progressiste allemand (DFP, centre-gauche), de 1862 à 1863. Il meurt le 7 janvier 1869 à Dembowalonka, à 50 ans.